# حسین صفاریان
حسین صفاریان (زاده ۱۳۲۰ در طالقان – درگذشته ۲۰ خرداد ۱۳۹۸ در تهران) بازیگر سینما اهل ایران بوده‌است.

## بازیگر
- ایکس لارج (۱۳۹۷)
- پا تو کفش من نکن (۱۳۹۵)
- نازنین (۱۳۹۲)
- ازدواج صورتی (۱۳۸۳)
- شارلاتان (۱۳۸۳)
- شب‌های تهران (۱۳۷۹)
- کمیته مجازات (۱۳۷۷)
- هفت گذرگاه (۱۳۷۴)
- آقای شانس (۱۳۷۳)
- تحفه هند (۱۳۷۳)
- پادزهر (۱۳۷۲)
- تیغ آفتاب (۱۳۶۹)
- آخرین مهلت (۱۳۶۸)
- تماس (۱۳۶۸)
- فانی (۱۳۶۸)
- طوبی (۱۳۶۷)
- ترن (۱۳۶۶)
- در انتظار شیطان (۱۳۶۶)
- غریبه (۱۳۶۶)
- کمینگاه (۱۳۶۶)
- گمشدگان (۱۳۶۶)
- مکافات (۱۳۶۶)
- تشکیلات (۱۳۶۵)
- مأموریت (۱۳۶۵)
- گردباد (۱۳۶۴)
- جنجال بزرگ (۱۳۶۳)
- شب شکن (۱۳۶۳)
- شکار در شب (۱۳۶۳)
- عقاب‌ها (۱۳۶۳)
- سناتور (۱۳۶۲)
- انفجار (۱۳۵۹)
- امشب اشکی می‌ریزد (۱۳۵۷)
- مشت مرد (۱۳۵۷)
- اشک رقاصه (۱۳۵۶)
- جای امن (۱۳۵۶)
- تنهایی (۱۳۵۵)
- چلچراغ (۱۳۵۵)
- قاصدک (۱۳۵۵)
- مردی در آتش (۱۳۵۵)
- آلوده (۱۳۵۴)
- انگشت‌نما (۱۳۵۴)
- رقیب (۱۳۵۴)
- شب غریبان (۱۳۵۴)
- شرف (۱۳۵۴)
- الکی خوش (۱۳۵۳)
- سلام بر عشق (۱۳۵۳)
- گل پری جون (۱۳۵۳)
- مرد شب (۱۳۵۳)
- یاران (۱۳۵۳)
- هفت دلاور (۱۳۵۲)
- ستارخان (۱۳۵۱)